# Centauro II MGS 120/105
Il Centauro II MGS 120/105 è un autoblindo cacciacarri prodotto dal CIO, Consorzio Iveco Oto Melara, in consegna all'Esercito Italiano con il nome di Centauro II. È l'evoluzione diretta del Centauro, primo veicolo blindato 8x8 cacciacarri al mondo. La nuova versione è stata completamente riprogettata per resistere agli ordigni esplosivi improvvisati (IED); lo scafo è in acciaio balistico monoscocca ad alta resistenza con geometria differenziata a seconda della sezione. Il mezzo presenta un fondo a forma di V e non ha dei passaruota e dei parafanghi accentuati, per favorire la dissipazione dell’energia di un eventuale ordigno. Inoltre, è più leggero di circa 300 chilogrammi.

## Storia
L'autoblindo Centauro II rappresenta la naturale evoluzione del veicolo blindato Centauro, nato dall'esigenza da parte dell'Esercito Italiano durante gli anni della Guerra Fredda, con l'obiettivo di dare maggiore mobilità alle brigate italiane schierate in difesa del territorio nazionale.
Con il crollo del Muro di Berlino e i profondi cambiamenti che ne sono conseguiti, la Centauro ha finito per operare in scenari inimmaginabili durante la sua progettazione: operazioni di mantenimento della pace, per la prevenzione dei conflitti e operazioni di carattere umanitario, nonché scenari operativi classici.

## Caratteristiche
L'autoblindo Centauro II è dotato di un’architettura interamente digitale, frutto di una stretta collaborazione tra l’Industria e la Difesa. Il risultato è un veicolo blindato di nuova generazione, in grado di operare in ogni scenario: dalle missioni a difesa della sicurezza nazionale agli interventi in aiuto delle popolazioni a seguito di catastrofi naturali, dalle operazioni di supporto e mantenimento della pace, ad ogni altro teatro operativo in cui le Forze Armate siano chiamate ad intervenire.
Le innovazioni di Leonardo installate sul Centauro II, iniziano dalla nuova torre, dotata di elettro-ottiche di ultima generazione per il comandante e il puntatore, con il periscopio panoramico ATTILA D e l’unità di puntamento Lothar SD e una serie di sistemi di comunicazione con ben sei radio e il sistema di comando e controllo SICCONA. Tale innovazioni assicurano la massima interoperabilità e disponibilità di informazioni sul teatro operativo. Sulla torre è installata una torretta a controllo remoto, la Hitrole Light, in grado di aumentare la flessibilità del mezzo e di garantire la massima protezione dell’equipaggio, oltre a un Jammer H3, per inibire l’attivazione a distanza di ordigni improvvisati.
Il Centauro II può essere equipaggiata con torretta Hitfact dotata di un cannone da 105/52 mm, come la precedente Centauro, o con la torretta Hitfact MkII dotata di cannone di ultima generazione da 120/45 mm, che conferisce al mezzo una potenza di fuoco pari a quella dei più moderni carri armati da battaglia e compatibile con il munizionamento standard NATO di ultima generazione. Nonostante l’elevato livello di protezione balistica, il cannone di grosso calibro e la vasta dotazione degli equipaggiamenti di bordo, la torre della Centauro II ha un peso molto ridotto, che non va a incidere sulle capacità e sulla mobilità del mezzo.
Il Centauro II è equipaggiata con un motore 8V diesel di 20 litri della famiglia IVECO VECTOR (Euro 3), ha una potenza di 533 kW (720 hp) e una coppia di 2500 Nm, il motore è accoppiato ad un cambio automatico ZF Ecomat 7HP902 a 7 rapporti + 1 retro.
Il prezzo di ogni Centauro II per l'Esercito Italiano è di 6,7 milioni di euro 
Lo scafo è sagomato a "V" per garantire una migliore protezione antimina e da ordigni esplosivi improvvisati, ed è dotato, come la torre, di corazzature balistiche ad alta efficienza. Notevole innovazione rispetto al passato è la scelta di adottare un sistema che permette la guida del mezzo con la sola visione "indiretta" mediante telecamere installate esternamente. Per assicurare la massima mobilità sono stati sviluppati, inoltre, un motore di nuova generazione con un nuovo cambio automatico e un sistema elettronico di frenaggio e controllo.

## Utilizzatori
Brasile
- Exército Brasileiro

98 Centauro II ordinati il 15 dicembre 2022.
 Italia
- Esercito italiano

10 veicoli acquisiti con il contratto firmato nel luglio 2018, 96 blindo (86 +10 in opzione, con l’opzione già esercitata) acquistate con il contratto siglato a dicembre 2020, 16 ordinate a luglio 2022, per un totale di 122 esemplari ordinati. Ulteriori 28 esemplari ordinati a giugno 2024 per un totale di 150 unità.